# Borrazópolis
Borrazópolis là một đô thị thuộc bang Paraná, Brasil. Đô thị này có diện tích 334,377 km², dân số năm 2007 là 8355 người, mật độ 23,8 người/km².